# Walter Hamilton
Walter Eugène Joachim Hamilton, född 5 oktober 1850 i Helsingborgs stadsförsamling, död 22 oktober 1912 i Landskrona, var en svensk greve och godsägare.
Hamilton genomgick Alnarps lantbruksinstitut 1868–1870, var förvaltare i Närke 1872–1874, var nämndeman i Rönnebergs härad 1877–1908 och ordförande i Rönnebergs kontrakt, Malmöhus läns hushållningssällskap 1882–1912. Han var ledamot av Malmöhus läns landsting 1888–1889 och från 1895. Han var revisor vid Riksbankens avdelningskontor i Malmö 1889–1893, vice ordförande i styrelserna för Landskrona-Kävlinge och Landskrona-Kävlinge-Sjöbo Järnvägs AB och verkställande direktör för dessa från 1892. Från 1904 tillhörde han skogsvårdsstyrelsen i Malmöhus län. Han var innehavare av godsen Tågerup och Häljarp. Hamilton är begraven på Saxtorps kyrkogård.